# Фынхуан
Фэнхуа́н (кит. упр. 凤凰, пиньинь Fènghuáng) — уезд Сянси-Туцзя-Мяоского автономного округа провинции Хунань (КНР). Уезд назван по находящейся на его территории горе Фэнхуаншань.

## История
С древних времён эти места были одним из центров расселения народности мяо. Во времена империи Цин они поначалу управлялись традиционными структурами. В XVIII веке была начата политика интеграции национальных меньшинств в общеимперские структуры, и в 1787 году здесь был создан Фэнхуанский комиссариат (凤凰厅). В 1797 году он был подчинён напрямую властям провинции, став Фэнхуанским непосредственно управляемым комиссариатом (凤凰直隶厅). После Синьхайской революции в Китае была проведена реформа структуры административного деления, в ходе которой комиссариаты были упразднены, и поэтому в 1913 году комиссариат был преобразован в уезд.
После образования КНР в 1949 году был создан Специальный район Юаньлин (沅陵专区), и уезд вошёл в его состав. В августе 1952 года специальный район Юаньлин был расформирован, и уезд перешёл в состав Сянси-Мяоского автономного района окружного уровня (湘西苗族自治区).
28 апреля 1955 года Сянси-Мяоский автономный район был переименован в Сянси-Мяоский автономный округ (湘西苗族自治州).
20 сентября 1957 года Сянси-Мяоский автономный округ был переименован в Сянси-Туцзя-Мяоский автономный округ.

## Административное деление
Уезд делится на 13 посёлков и 4 волости.